# Ordinary
Albums de Every Little Thing
Change
(24 mars 2010)
Compilations par Every Little Thing
Complete Best
(2010)
Singles
1. Star
Sortie : 23 février 2011
2. Moon
Sortie : 23 février 2011
3. Sora / Koe
Sortie : 13 juillet 2011
4. Ai ga Aru
Sortie : 24 août 2011

Pour la localité américaine, voir Ordinary.
Ordinary ("Ordinaire" ; stylisé en ORDINARY) est le dixième album original du groupe japonais Every Little Thing.

## Présentation
L'album sort le 21 septembre 2011  au Japon sur le label Avex Trax, un an et demi après le précédent album original du groupe, Change (entre-temps sont sorties ses compilations de singles Complete Best Vol.1 & 2). 
Il atteint la 2e place du classement des ventes hebdomadaire de l'Oricon, et reste classé pendant dix semaines.
L'album sort aussi dans une édition limitée avec une pochette différente incluant un DVD en supplément contenant les clips de quatre des titres (Star, Moon, Sora, Ai ga Aru) et des making of ; une seconde édition limitée sort aussi pour fêter le 15e anniversaire des débuts du groupe, intitulée 15th Anniversary Special Edition, avec une pochette différente et incluant un livret de photo supplémentaire, un éventail, et un DVD contenant les quatre clips vidéo plus un film d'images rares du groupe.
Il contient onze chansons, écrites par la chanteuse, Kaori Mochida, et composées par divers artistes extérieurs au groupe ; il contient en plus deux interludes instrumentaux composés par le guitariste, Ichirō Itō. 
Cinq des chansons étaient déjà parues sur les quatre singles sortis depuis le précédent album : Star (sorti le 23 février 2011), Moon (le 23 février 2011), Sora / Koe (le 13 juillet 2011), et Ai ga Aru (le 24 août 2011).

## Liste des titres
Toutes les paroles sont écrites par Kaori Mochida. 
| CD    | CD                                                       | CD                                                | CD    | CD | CD | CD | CD | CD | CD |
| No    | Titre                                                    | Musique / Arrangements                            | Durée |    |    |    |    |    |    |
| ----- | -------------------------------------------------------- | ------------------------------------------------- | ----- | -- | -- | -- | -- | -- | -- |
| 1.    | Ai ga Aru (アイガアル ; 42e single)                      | Hikari / Hikari, Every Little Thing (ELT)         | 4:03  |    |    |    |    |    |    |
| 2.    | Tomorrow (tomorrow)                                      | Hikari / Hikari, Every Little Thing               | 4:08  |    |    |    |    |    |    |
| 3.    | Chû -Sora- (宙 -そら- ; du 41e single Sora / Koe)        | Kazuhito Kikuchi / Masafumi Nakao, ELT            | 5:14  |    |    |    |    |    |    |
| 4.    | Kôhaku (空白)                                            | Shinjirô Inoue / Shinjirô Inoue, ELT              | 5:53  |    |    |    |    |    |    |
| 5.    | Moon (MOON ; 40e single)                                 | Daisuke Suzuki / Masafumi Nakao, ELT              | 4:24  |    |    |    |    |    |    |
| 6.    | Wonder Love (wonder love)                                | Hirofumi Hibino / Masafumi Hayashi, ELT           | 4:05  |    |    |    |    |    |    |
| 7.    | Star (STAR ; 39e single)                                 | Hikari / Hikari, Every Little Thing               | 4:57  |    |    |    |    |    |    |
| 8.    | Asian Beauty (Instrumental)                              | (inst.) / Ichirō Itō / Ichirō Itō, Masafumi Nakao | 1:47  |    |    |    |    |    |    |
| 9.    | Hibiki -Koe- (響 -こえ- ; du 41e single Sora / Koe)      | Kazuhito Kikuchi / Tomoji Sogawa, ELT             | 4:44  |    |    |    |    |    |    |
| 10.   | Arigatô wa Sono Tame ni Aru (ありがとうはそのためにある) | Takuya Watanabe / Akira Murata, ELT               | 4:16  |    |    |    |    |    |    |
| 11.   | Ordinary (ORDINARY)                                      | Kazuhito Kikuchi / Masafumi Nakao, ELT            | 5:14  |    |    |    |    |    |    |
| 12.   | Pray For East (Instrumental)                             | (inst.) / Ichirō Itō / Ichirō Itō, Masafumi Nakao | 2:38  |    |    |    |    |    |    |
| 13.   | Begin (BEGIN)                                            | Kunio Tago / Tomoji Sogawa, ELT                   | 6:38  |    |    |    |    |    |    |
| 58:01 |                                                          |                                                   |       |    |    |    |    |    |    |

| 1. | Star (Music Video) (STAR ...)                               |  |
| 2. | Moon (Music Video) (MOON ...)                               |  |
| 3. | Chû -Sora- (Music Video "Original Version") (宙 -そら- ...) |  |
| 4. | Ai ga Aru (Music Video "Album Version") (アイガアル ...)    |  |
| 5. | Off Shot #1 ("Sora" MV Shoot) (OFF SHOT ...)                |  |
| 6. | Off Shot #2 ("Ai ga Aru" MV Shoot) (OFF SHOT ...)           |  |
| 7. | Off Shot #3 ("Begin" Published REC) (OFF SHOT ...)          |  |

| 1. | STAR (Music Video) (STAR ...)                           |  |
| 2. | MOON (Music Video) (MOON ...)                           |  |
| 3. | Chû -Sora- (Music Video "Original Version") (宙 -そら-) |  |
| 4. | Ai ga Aru (Music Video "Album Version") (アイガアル)    |  |
| 5. | 15th Anniversary Special History Movie                  |  |